# Toscana Tour
Die Toscana Tour ist ein internationales Reitturnier in Arezzo, Italien. Es findet jährlich zwischen März und April statt und geht insgesamt vier bis fünf Wochen.
Profireiter nutzen die Tour, um sich und ihre Pferde auf die kommende Freilandsaison vorzubereiten. Die Turnierwochen werden zumeist als CSI 3* ausgetragen, in den Jahren 2008, 2009 und 2018 war die Abschlusswoche als CSI 4* ausgetragen worden, 2022 war die vorletzte Woche ein CSI 4*-Turnier.

## Anlage
Das Arezzo Equestrian Centre umfasst 32 Hektar, verfügt über 3 Turnierplätze (2 Sand- und 1 Rasenplatz), 3 weitere Sandplätze, eine Reithalle, 400 feste Boxen und eine tierärztliche Station.
Im Rahmen der Toscana Tour fand von 2008 bis 2011 eine Station des European Youngster Cup, eine Turnierserie für Springreiter bis 25 Jahre, statt. Auf dem Areal fanden neben der Toscana Tour auch in den Jahren 2004 und 2005 fand eine Etappe der Riders Tour statt (als CSI 4* ausgeschrieben). In den Jahren 2007 bis 2009 wurde auf dem Areal zudem ein CSI 5* als Station der Global Champions Tour ausgetragen, 2009 direkt an die Toscana Tour anschließend.

## Kategorien
- Gold Tour (große Tour)
- Silber Tour (mittlere Tour)
- Youngster Tour für 6-jährige Pferde
- Youngster Tour für 7-jährige Pferde

## Die wichtigsten Prüfungen

### Großer Preis der Abschlusswoche
Die Prüfung wird als Springprüfung mit zwei Umläufen ausgetragen. Die Dotierung schwankt von Jahr zu Jahr, in den Jahren 2010 und 2012 wurden in dieser Prüfung rund 75.000 € ausgeschüttet.
Sieger:
| - 2005: Celine Stauffer mit Daloubet d'Evordes - 2006: Ludger Beerbaum mit L'Espoir - 2007: Bernardo Alves mit Chupa Chup - 2008: Juan Carlos García mit Hamilton de Perhet - 2009: Rolf-Göran Bengtsson mit Ninja - 2010: Gianni Govoni mit Aboyeur W - 2011: Cassio Rivetti mit Verdi - 2012: Tim Rieskamp-Goedeking mit Chopin - 2013: William Whitaker mit Fandango - 2014: Emma Emanuelsson mit Titan - 2015: Roberto Cristofoletti mit Flavourart Belisario - 2016: Fabrice Dumartin mit Cannavaro - 2017: Sameh El Dahan mit Suma's Zorro - 2018: Bruno Chimirri mit Tower Mouche - 2019: Frederique Fabre Delbos mit Upicor Manathis - 2020, 2021: Vorsorglich aufgrund der COVID-19-Pandemie abgesagt - 2022: Alexander Butler mit Chilli B (Sieger des CSI 4*-Großen Preises der vorletzten Woche) |

### Weitere Hauptprüfungen
Riders Tour:
- 2004:  Annick Chenu
- 2005:  Mathijs van Asten mit Kwidanta van de Laarse Heide

Global Champions Tour:
- 2007:  Meredith Michaels-Beerbaum mit Shutterfly[7]
- 2008:  Meredith Michaels-Beerbaum mit Shutterfly
- 2009:  Marco Kutscher mit Cash